# Kaspar Ignaz von Künigl

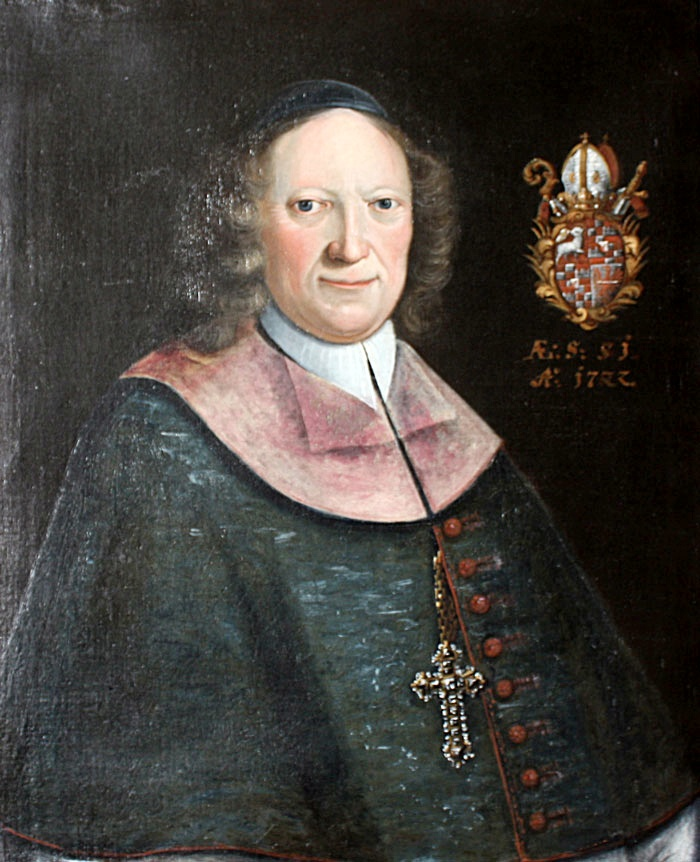
Fürstbischof Kaspar Ignaz von Künigl (Ölgemälde 1722)

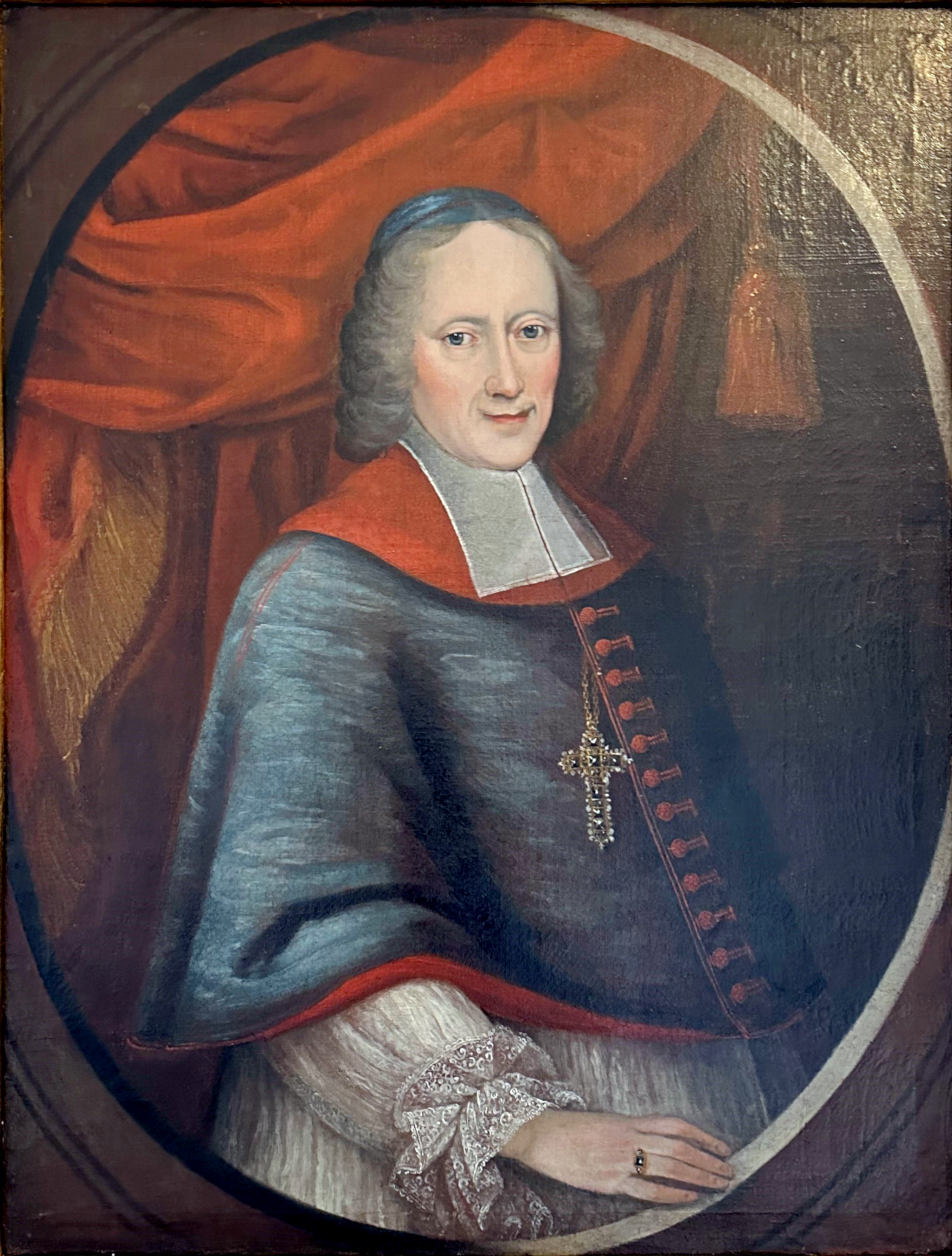
Bischof Kaspar Ignaz von Künigl (Ölgemälde circa 1701–1750, Stift Neustift)

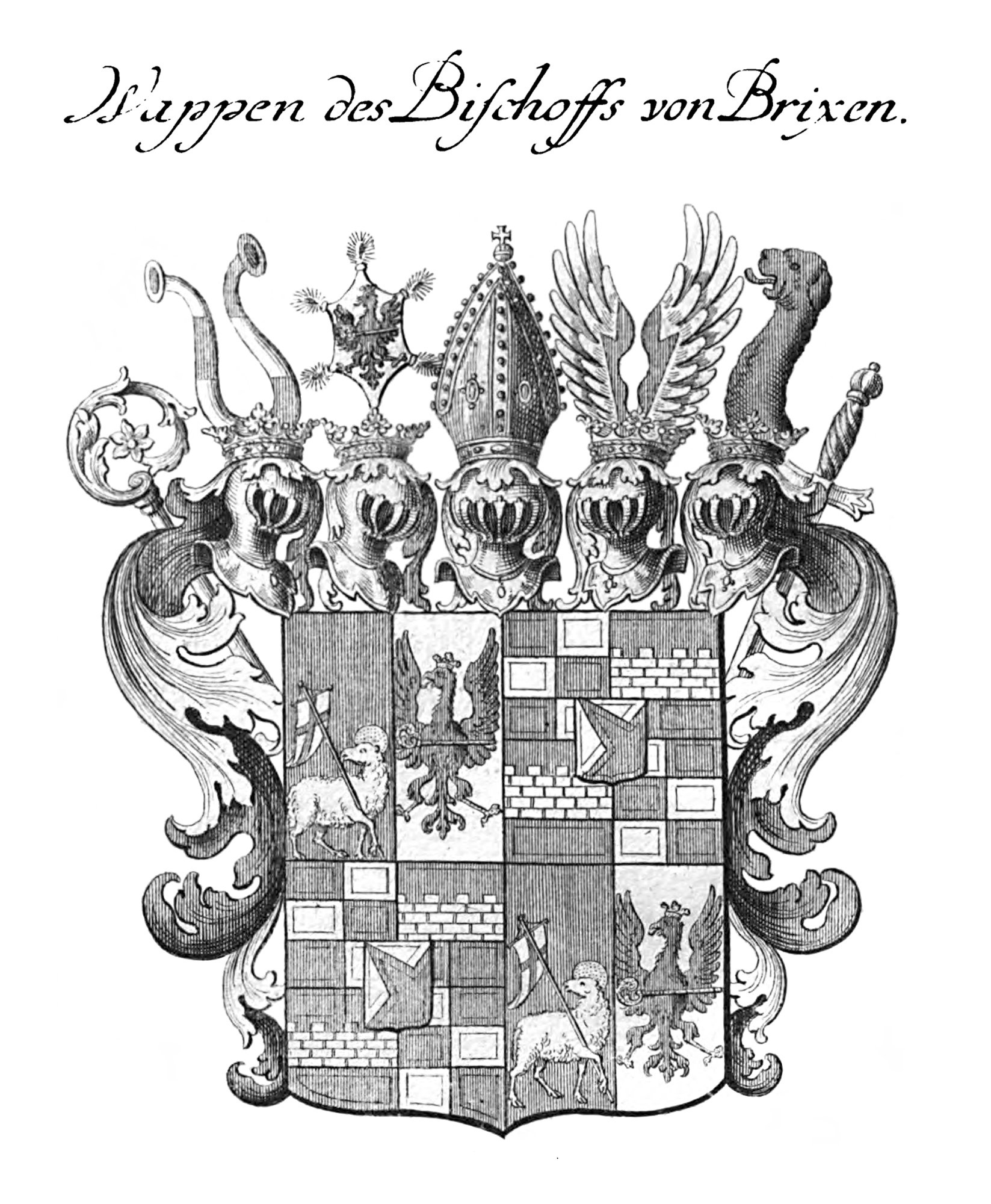
Wappen des Fürstbischof Kaspar Ignaz von Künigl, 1730

Kaspar Ignaz von Künigl, voller Name Kaspar Ignaz Graf von Künigl zu Ehrenburg, (* 17. März 1671 in Innsbruck; † 24. Juli 1747, auf Schloss Ehrenburg bei Kiens, Südtirol) war ein Fürstbischof des Bistums Brixen.

## Leben

### Herkunft und frühes Wirken
Bischof Künigl war der Sohn des Tiroler Landeshauptmannes Johann Sebastian Georg von Künigl (1628–1697) und dessen Frau Maria Anna geb. Vizthum von Eckstädt. Die Familie derer von Künigl zählte zum Tiroler Uradel; zur Zeit der Geburt des Fürstbischofs waren es Freiherrn, ab 1713 jedoch Grafen.
Kaspar Ignaz von Künigl besuchte das Gymnasium der Jesuiten in Innsbruck; dort studierte er von 1687 bis 1691 auch Philosophie und Theologie.  Am 22. Dezember 1692 empfing er durch Bischof Johann Franz Khuen von Belasi die Priesterweihe und fungierte zunächst als Stiftspropst  von Innichen im Pustertal. Mit 31 Jahren wählte man den Priester am 8. Juni 1702 zum Fürstbischof von Brixen; die Bischofsweihe spendete ihm Georg Sigismund von Sinnersberg, Weihbischof in Trient, am 24. Juni 1703.

### Fürstbischof von Brixen
Künigl regierte das Fürstbistum Brixen von 1702 bis 1747 und hatte damit die längste bekannte Amtszeit aller dortigen Bischöfe. Neben diplomatischen Fähigkeiten, die u. a. in zahlreichen Verhandlungen mit dem Wiener Kaiserhof deutlich wurden, bemühte sich der Oberhirte nachhaltig, die Reformbeschlüsse des Konzils von Trient umzusetzen. Demgemäß sollte der Bischof alle zwei Jahre seine Diözese visitieren. Bald nach Antritt des Hirtenamtes begann Künigl mit seiner ersten, umfangreichen Visitation, die von 1704 bis 1711 dauerte. Eine zweite Visitation folgte von 1711 bis 1715. Stundenlanger Aufenthalt im Beichtstuhl und das persönliche Austeilen der Hl. Kommunion an die Gläubigen waren dem Prälaten eine Selbstverständlichkeit, er wurde zum Muster einer konsequenten und persönlich opferbereiten episkopalen Seelsorge. Künigl förderte während seines Wirkens regelmäßige Priesterexerzitien, sowie eine dauerhafte und flächendeckende Volksmissionsbewegung, die sich besonders auf die Jesuiten und ihren langjährigen Oberen Pater Christoph Müller (1682–1766)  stützte. Auch schuf er 55 neue Seelsorgsstellen, zahlreiche neue Schulen, verfügte den Aufbau kleinerer Dekanatsbibliotheken und ließ 1721 das Ritualbuch Sacerdotale Brixinense herausgeben, das er jedem Diözesanpriester kostenlos zur Verfügung stellte, um ihn auf liturgischem Gebiet fortzubilden.
Zahlreiche Kirchen und Pfarrhäuser entstanden unter Kaspar Ignaz von Künigls Episkopat, der Umbau des Domes in Brixen (ab 1745) und die Vollendung der Hofburg, vor allem des Westflügels mit dem Kaisertrakt und der Hofkirche ragen hier besonders heraus. Für den Innsbrucker Dom stiftete er den barocken Hochaltar. 1704 hatte Fürstbischof von Künigl einen Armknochen des Hl. Kassian aus Imola erworben. In Erinnerung an die Übertragung dieser Reliquie nach Brixen und zum Dank für die Verschonung vor Verwüstung und Unheil durch feindliche Heere im Kriege von 1703 wurde für alle Zukunft eine Prozession zu Ehren des hl. Kassian gelobt, die bis heute stattfindet. Bischof Künigls Bruder, Sebastian Johann Georg Graf von Künigl (1663–1739), amtierte – wie schon der Vater – als Landeshauptmann von Tirol und war im Krieg von 1703 die Seele des Widerstandes gegen die Franzosen und Bayern gewesen. Zur Erinnerung an die erfolgreiche Abwehr der feindlichen Truppen errichtete das Land Tirol in Innsbruck die Annasäule, die der Brixner Oberhirte am 26. Juli 1706 feierlich weihte.
Bischof Kaspar Ignaz von Künigl starb 1747 auf seinem Stammsitz Schloss Ehrenburg bei Kiens und wurde im Dom zu Brixen beigesetzt, wo sein Epitaph erhalten ist, mit folgender Inschrift: "HIC IACET / CASPARUS IGNA-/TIUS EP(ISCOP)US ET S(ACRI) R(OMANI) I(MPERII) / PRINCEPS BRIXINENSIS EX / COMITIBUS KINIGL, / NATUS OENIPONTI NONIS MARTII / MDCLXXII / S(ANCTI) CASSIANI M(ARTYRI) PRIMI HUIUS ECCLESIAE / EPISCOPI, CUIUS BRACHIUM EX FORO / CORNELII HUC TRANSFERENS AURO / ARGENTO GEM(M)ISQUE EXORNAVIT, / DEVOTISSIMUS CULTOR / CAPITULI SUI BENEFACTOR / BENEFICIORUM FUNDATOR / AEDIFICIORUM RESTAURATOR / PAUPERUM VERUS PATER / DUM HUIC BASILICAE AB ANTIQUATA AD / MODERNAM FORMAM SUO POTISSIMU(M) / AERE EXCITATAE CORONIDEM IMPONE- / RE PARAT EXPLETO XLV ANNORU(M) / REGIMINE AD REPOSITAM IUSTITIAE / CORONAM EVOCATUR XXIV JULII / MDCCLVII / PIETATIS, EXCELSI ANIMI / MISERICORDIAE RERU(M) EXE(M)PLAR / R(EQUIESCAT) I(N) P(ACE)".